# タチアナ・タラソワ
タチアナ・アナトーリエヴナ・タラソワ（ロシア語: Татья́на Анато́льевна Тара́сова、：ラテン翻字：Tatiana Anatolyevna Tarasova、1947年2月13日 - ）は、ロシアのフィギュアスケートコーチ、振付師。多くのスケーターを五輪金メダリストや世界チャンピオンに導いた実績から「金メダルメーカー」と呼ばれ、2008年世界フィギュアスケート殿堂入り。ロシア語読みでは「タチヤーナ・アナトーリイェヴナ・タラーサヴァ」が近い。

## 人物
選手として1964年冬季ユニバーシアードトリノ大会ペア優勝、1965年世界選手権7位、1966年欧州選手権4位入賞の実績を残すが、18歳のときに怪我で引退。当時同じくペアスケーターだったアレクセイ・ミーシンとはライバル関係にあった。
19歳でコーチとなった。主な教え子にイリヤ・クーリック（1998年長野五輪金メダル）、アレクセイ・ヤグディン（2002年ソルトレイク五輪金メダル）、荒川静香（2004年世界選手権金メダル）、浅田真央（2010年バンクーバー五輪銀メダル）（以上シングル）、イリーナ・ロドニナ&アレクサンドル・ザイツェフ（ペア）、パーシャ・グリシュク&エフゲニー・プラトフ、ナタリア・ベステミアノワ&アンドレイ・ブキン、マリナ・クリモワ&セルゲイ・ポノマレンコ、バーバラ・フーザルポリ&マウリツィオ・マルガリオ（以上アイスダンス）らがいる。2005年夏まではアメリカに拠点を置いていたが、現在はロシアに住み、ロシアスケート連盟の顧問に就任している。76歳となった2023年も健在で、ロシア国内の一部報道による重病説を一蹴している。
ゴージャスな毛皮のコートがトレードマーク。振付師としては、バレエの動きをいかした芸術性の高いプログラムや、複雑で高度なステップで評価が高い。

## 主な作品
- オクサナ・グリシュク & エフゲニー・プラトフ「リベルタンゴ」（1996-1997OD）
- イリヤ・クーリック「Revolution」（1997-1998SP）、「ラプソディ・イン・ブルー」（同FP）
- アレクセイ・ヤグディン「アラビアのロレンス」（1998-1999FP）
- ジョニー・ウィアー「白鳥」（2005-2006SP）
- 荒川静香「ロミオとジュリエット」（2005-2006FP）
- 浅田真央「仮面舞踏会」（2009-2010SP）、「前奏曲「鐘」」（2009-2010FP）、「白鳥の湖」（2012-2013FP）、「ピアノ協奏曲第2番」（2013-2014FP）

## 家族
- 父は、ソビエト連邦のアイスホッケーコーチとしてオリンピック3連覇に導き「ロシアホッケーの父」と称されたアナトルイ・タラソフ。著書「アイスホッケー入門（ISBN 9784583016443）」は世界各国で翻訳販売され、ホッケーのバイブルとして知られている。
- 夫はピアニストのウラジミール・クライネフ[3]。クライネフの前に過去に２回結婚している。